# Dendrophoma faginea
Dendrophoma faginea är en svampart som beskrevs av Ferraris 1904. Dendrophoma faginea ingår i släktet Dendrophoma, ordningen kolkärnsvampar, klassen Sordariomycetes, divisionen sporsäcksvampar och riket svampar.   Inga underarter finns listade i Catalogue of Life.